# Brouviller
Brouviller là một xã trong vùng Grand Est, thuộc tỉnh Moselle, quận Sarrebourg, tổng Phalsbourg. Tọa độ địa lý của xã là 48° 46' vĩ độ bắc, 07° 09' kinh độ đông. Brouviller nằm trên độ cao trung bình là 330 mét trên mực nước biển, có điểm thấp nhất là 268 mét và điểm cao nhất là 348 mét. Xã có diện tích 11,24 km², dân số vào thời điểm 1999 là 389 người; mật độ dân số là 34 người/km². Xã thuộc Pháp từ năm 1661, nằm khoảng 9 km về phía đông bắc của Sarrebourg.

## Thông tin nhân khẩu
| 1962 | 1968 | 1975 | 1982 | 1990 | 1999 |
| ---- | ---- | ---- | ---- | ---- | ---- |
| 385  | 400  | 370  | 354  | 338  | 389  |